# Саломатов, Андрей Васильевич
Андрей Васильевич Саломатов (род. 1 марта 1953, Москва) — русский писатель-фантаст, детский писатель, прозаик и сценарист.

## Биография
Родился 1 марта 1953 года в Москве.
Учился в Московском геологоразведочном институте, на факультете станковой живописи Московского художественного училища имени МГИ 1905 года. Литературой занимается с начала 1980-х. После уничтожения художественной мастерской, пошел работать корреспондентом журнала "Пионер", в это же время печатался в журналах "Юный техник", "Юный натуралист", в журналах "Трамвай", "Мальчик", "Кукумбер" и пр. Работа в качестве корреспондента в газете "Совершенно секретно".  Редактор-рецензент журнала "Детектив и политика", редактор отдела науки журнала "Наука и религия", главный редактор издательства "МилЛит", выпускал газету "Фатум", но ее закрыли. Главный редактор издательства "Джокер". Редактор газеты "Интерпол-экспресс", главный редактор издательства " Диалог" и пр. Сценарист.  Переводили на французский, китайский, японский, немецкий, эстонский и пр.
В 1999 во Франции издана книга «Синдром Кандинского» в переводе на французский язык.
Соавтор сценария мультфильма «День рождения Алисы» (2009).

## Премии
- Журнала «Знамя» — 1994, «За утверждение приоритета художественности в литературе», повесть «Синдром Кандинского».
- «Странник» — 1999, за фантастический рассказ «Праздник».
- «Алиса» — 2000, за вклад в детскую литературу.
- «Филигрань» — 2002, за лучшую фантастическую повесть «В будущем году я стану лучше».
- «Странник» — 2002, за фантастическую повесть «В будущем году я стану лучше».
- «Золотая книга» — 2003, за детскую книгу «Чёрный камень».
- Медаль за вклад в воспитание подрастающего поколения — 2005.
- Международный конкурс детской литературы им. А. Н. Толстого — 2006.
- Премия  Гоголя, медаль.
- Премия Ивана Ефремова.
- Премия "Бронзовая улитка" Стругацких.
- Мраморный фавн.
- И пр.
- На всероссийском конкурсе на лучший сценарий для детей, на фестивале оба сценария заняли первые места.

### Книги
15 книг для детей.
- 1999 Чёртово колесо (роман)

### Сборники
Намного больше, чем здесь написано. Потом уточню.
- 2003 Проделки Джинна
- 2003 Синдром Кандинского
- 2004 Клондайк
- 2004 Кокаиновый сад

### Книги для детей
- 1996 Цицерон — гроза тимиуков
- 1997 Боги Зеленой планеты
- 1997 Дорога чуда
- 1996 Г
- 1997 Рыцарь сновидений
- 1998 Сумасшедшая деревня
- 1999 Возвращение Цицерона
- 2000 Сыщик из космоса
- 2001 Все наоборот
- 2001 Фокусник с планеты Федул
- 2001 Чёрный камень
- 2001 Урок истории
- 2006 Фантастические рассказы
- 2009 В поисках волшебного камня

### Повесть «Г»
«Г» — фантастическая повесть, написанная Саломатовым в 1997 году. Главный герой повести просыпается утром и обнаруживает, что мир странно переменился — небо из синего превратилось в зелёное, техника не работает, и у него такое ощущение, что в квартире кто-то есть. Люди в спешке покидают город, всё вокруг покрывается стремительно разрастающейся зелёной плесенью, поглощающей всё живое. Герой вместе со своим соседом отправляется в путь, чтобы узнать что происходит.
По повести «Г» снят фильм «Отторжение». Рабочее название фильма было «Под зелёным небом».
Повесть "Девушка в белом с огромной собакой"
Повесть написанная Саломатовым в 1988 году. Была напечатана в сборнике "Детектив и политика" 1 (5) 1990.

## Фильмография

### Сценарные работы
- 2002 — «Мужская работа 2» (сериал)
- 2004 — «Знакомые нашей ёлки»
- 2008 — «Десантный Батя»
- 2009 — «Отторжение»
- 2009 — «День рождения Алисы»
- 2014 — «Пчела» (мультфильм) из цикла «Фиксики»
- 2015 — «Планета Ai» (мультфильм)